# World Clique
World Clique è il primo album del gruppo musicale statunitense Deee-Lite, pubblicato dall'etichetta discografica Elektra nel 1990.

## Pubblicazione
L'album è disponibile su musicassetta e compact disc, oltre che su long playing, formato che rispetto agli altri presenta due tracce in meno, ovvero la prima e l'ultima. Il lavoro è prodotto dallo stesso gruppo, che cura gli arrangiamenti e compone tutti i brani, con l'ausilio di Herbie Hancock in Deee-Lite Theme e dello stesso Hancock e Jonathan Davis in Groove Is in the Heart.
Dal disco vengono tratti i singoli Groove Is in the Heart, il brano più famoso del gruppo, Power of Love e, l'anno seguente, E.S.P., che contiene un campionamento tratto dal film con Bela Lugosi The Black Cat.

## Accoglienza
| Recensione                    | Giudizio   |
| ----------------------------- | ---------- |
| AllMusic                      |            |
| Chicago Sun-Times             |            |
| Christgau's Consumer Guide    | choice cut |
| Encyclopedia of Popular Music |            |
| Entertainment Weekly          | A−         |
| NME                           |            |
| The Rolling Stone Album Guide |            |
| Select                        |            |
| Slant Magazine                |            |

World Clique è l'album in studio di maggior successo dei Deee-Lite in termini di vendite e di piazzamenti in classifica. World Clique ebbe i primi riscontri commerciali degni di nota nel Regno Unito ove raggiunse la posizione numero 14 della UK Albums Chart nel settembre del 1990. L'album si piazzò nella statunitense Billboard 200 alla posizione 180 durante la settimana del 15 settembre. Alimentato dal successo di Groove Is in the Heart, World Clique continuò a scalare la classifica per diverse settimane, raggiungendo la posizione numero 20 nel corso della settimana del 24 novembre.
Il successo dei singoli Power of Love, Good Beat e E.S.P., usciti dopo la pubblicazione di World Clique, contribuirono a mantenere costanti le vendite dell'album che, nel mese di dicembre del 1990, ottenne il disco d'oro della RIAA. World Clique rimase nella Billboard 200 per 41 settimane prima di scendere di molte posizioni fino al mese di giugno del 1991, quando raggiunse la posizione numero 199.
Critici e giornalisti hanno accolto positivamente l'album. Robert Hilburn del Los Angeles Times ha definito World Clique "seducente e intelligente", mentre Billboard lo ha definito un "debutto saturo e innovativo". Nel 2003 Slant Magazine incluse World Clique nella sua lista dedicata ai 50 album pop essenziali. L'album è stato inserito in libro dedicato ai "500 album rock fondamentali" di Eddy Cilìa e Federico Guglielmi.

## Formazione
- Dmitry Brill – tastiera, chitarra
- Towa Tei – strumentazione elettronica, tastiera
- Lady Miss Kier – voce
- Bootsy Collins – basso, chitarra, voce (Who Was That?, Smile On, Try Me, Groove Is in the Heart)
- Q-Tip – voce (Groove Is in the Heart)
- Sahirah – voce (World Clique)
- Sheila Slappy –  voce (World Clique)
- Fred Wesley – trombone (Smile On, Groove Is in the Heart, Try Me On)
- Maceo Parker – sassofono (Smile On, Groove Is in the Heart, Try Me On)
- Bill Coleman – voce (Build the Bridge)

## Tracce
In alcune delle prime edizioni dell'album non sono presenti le due tracce Deee-Lite Theme e Build the Bridge.

### Lato A
1. Deee-Lite Theme – 2:10
2. Good Beat – 4:40
3. Power of Love – 4:40
4. Try Me on...I'm Very You – 5:14
5. Smile On – 3:55
6. What Is Love? – 3:38

Durata totale: 24:17

### Lato B
1. World Clique – 3:20
2. E.S.P. – 3:43
3. Groove Is in the Heart – 3:51
4. Who Was That? – 4:35
5. Deep Ending – 3:47
6. Build the Bridge – 4:32

Durata totale: 23:48